# Caquixaha
Caquixaha var hos mayafolket i Mexiko en av de första kvinnorna, hustru till Balam-Quitze.